# Kurt Baruch
Kurt Baruch (Göttingen, 1 augustus 1913 – Den Haag, 1 december 2001) was een in Duitsland geboren Nederlandse  verzetsstrijder en beeldhouwer. 

## Biografie
Baruch was al jong actief in de Kommunistische Partei Deutschlands. Hij wilde binnenhuisarchitect worden en na de middelbare school volgde hij een vakschool als leerling-meubelmaker. 
Vanwege zijn joodse achtergrond en politieke activiteiten vluchtte hij in 1933 naar Nederland. Tijdens de Tweede Wereldoorlog was hij actief in het verzet, onder andere in Deventer waar hij betrokken was bij de overval op het postkantoor.
Na de bevrijding opende Kurt Baruch een winkel in brei- en naaimachines, waarin hij tot aan zijn pensionering in 1973 actief bleef. Ook had hij enige tijd een fabriek waarin handschoenen werden vervaardigd. Volgens toenmalig minister Frans Teulings wilde hij via deze handschoenenfabriek geld naar de CPN doorsluizen. Zijn eerste vrouw stierf in Sobibor, hij hertrouwde met Truus van Everdingen, de weduwe van Janric van Gilse.
Na 1973 werd Baruch actief als kunstenaar; eerst als schilder, later als beeldhouwer. 
Er stond onder andere een beeld van hem in het postkantoor van Deventer waar hij tijdens de oorlog als verzetsman een aanslag op pleegde. Dit beeld is na de verbouwing van het postkantoor kwijtgeraakt, maar staat nu in het Stadhuis van Deventer. Ook staat er een beeld van hem in het crematorium van Rijswijk en in de tuin van het Haagse verzorgingshuis Mechropa.
Baruch was een broer van de journalist Friedl Baruch en een oom van politicus Robbert Baruch.